# 金正也
金正也(1988年5月17日-)是一位在日朝鮮人出身的足球後衛，目前被租借至鳥栖砂岩。出生於日本兵庫縣，2010年時在駒澤大學拿下總理大臣杯冠軍，因而受到大阪飛腳賞識，2011年進入大阪飛腳。
他最崇拜的球員是駒澤大學的學長菊地光將。

## 外部連結
1. ↑  . Gamba-Osaka.net.   [2011-02-05]. （原始内容存档于2007-08-09）.